# Хрущовая Никитовка
Хрущо́вая либо Хрущёвая Ники́товка (укр. Хрущова Микитівка), село, 
Хрущово-Никитовский сельский совет,
Богодуховский район,
Харьковская область.
Код КОАТУУ — 6320888501. Население по переписи 2001 г. составляет 683 (329/354 м/ж) человека.
Являлась до 2020 года административным центром Хрущово-Никитовского сельского совета, в который не входили другие населённые пункты.

## Географическое положение
Село Хрущовая Никитовка находится на расстоянии 12 км от Богодухова, в 7 км от ж.д. станции Гавриши и в 2-х км от реки Мерчик (правый берег).
По селу протекает безымянный ручей на котором созданы многочисленные запруды.
В 2-х км ниже по течению находится пгт Шаровка.
Село окружено лесными массивами (дуб).
В 3-х км проходит автомобильная дорога Р-22.

## Происхождение названия
Село носит имя основателя — полковника Уманского казацкого полка Никиты Кондратьевича Сененко, которому дан был жалованный лист на село в 1676 году.
С 1738 года у Никитовки появился новый владелец, нежинский полковник Иван Семёнович Хрущов (Хрущёв, Иван Семёнович); потому к названию села прибавилось уточнение "Хрущо́вая".
Никакого отношения к Генсеку ЦК КПСС Никите Сергеевичу Хрущёву название села не имеет.

## История
- 1684 — дата основания Никитовки полковником Никитой Кондратьевьім[2].
- По ведомости 1785 года в Хрущовой Никитовке было 821 душ мужских, 703 женских; при 5309 десятинах земли.
- Население в 1966 году составляло 1747 человек[4]; здесь действовал колхоз имени Климента Тимирязева с 2400 га угодий, выращивавший озимую пшеницу и сахарную свеклу[4]; в селе работали восьмилетняя школа, клуб, библиотека[4].
- При СССР в селе был организован и работал колхоз имени Тимирязева[5], в котором были весовая, комната специалистов, механическая мастерская, детский сад, столовая, две молочно-товарные фермы (МТФ № 1 и № 2)[5].

## Экономика
- ЧП им.Тимирязева.

## Объекты социальной сферы
- Школа.

## Достопримечательности
- Братская могила советских воинов и памятный знак воинам-односельчанам. Похоронены 138 павших воинов РККА.
- Недалеко от села Хрущовая Никитовка находится городище скифских времён (V-III вв. до н.э.)